# جفت ولامنتوس
جفت ولامنتوس (انگلیسی: Velamentous cord insertion) یکی از انواع ناهنجاری‌های جفت در بارداری می‌باشد که در آن عروق خونی جفت به جای اینکه درون جفت باشند در بیرون آن تشکیل شده و احتمال خونریزی و پارگی عروق جفت در حین فرایند زایمان افزایش می‌یابد. از هر یک میلیون حاملگی یک مورد دارای جفت ولامنتوس می‌باشند.
هنگامی که یک جفت ولامنتوس تشخیص داده می شود، متخصص زنان و زایمان به دقت بر وجود عروق پره‌ویا (رگ‌های خونی در نزدیکی دهانه رحم) نظارت می‌کند که اگر وجود داشته باشند، بایستی کودک از طریق سزارین در ۳۵ هفته متولد شود تا مادر اصلا به فاز زایمان وارد نشود و گرنه با مرگ و میر بالای نوزادان همراه خواهد بود. تشخیص زودرس می‌تواند نیاز به سزارین اورژانسی را کاهش دهد.